# Trichobranchus gooreekis
Trichobranchus gooreekis är en ringmaskart som beskrevs av Anne D. Hutchings och Peart 2000. Trichobranchus gooreekis ingår i släktet Trichobranchus och familjen Trichobranchidae. Inga underarter finns listade i Catalogue of Life.